# Wargashuyse

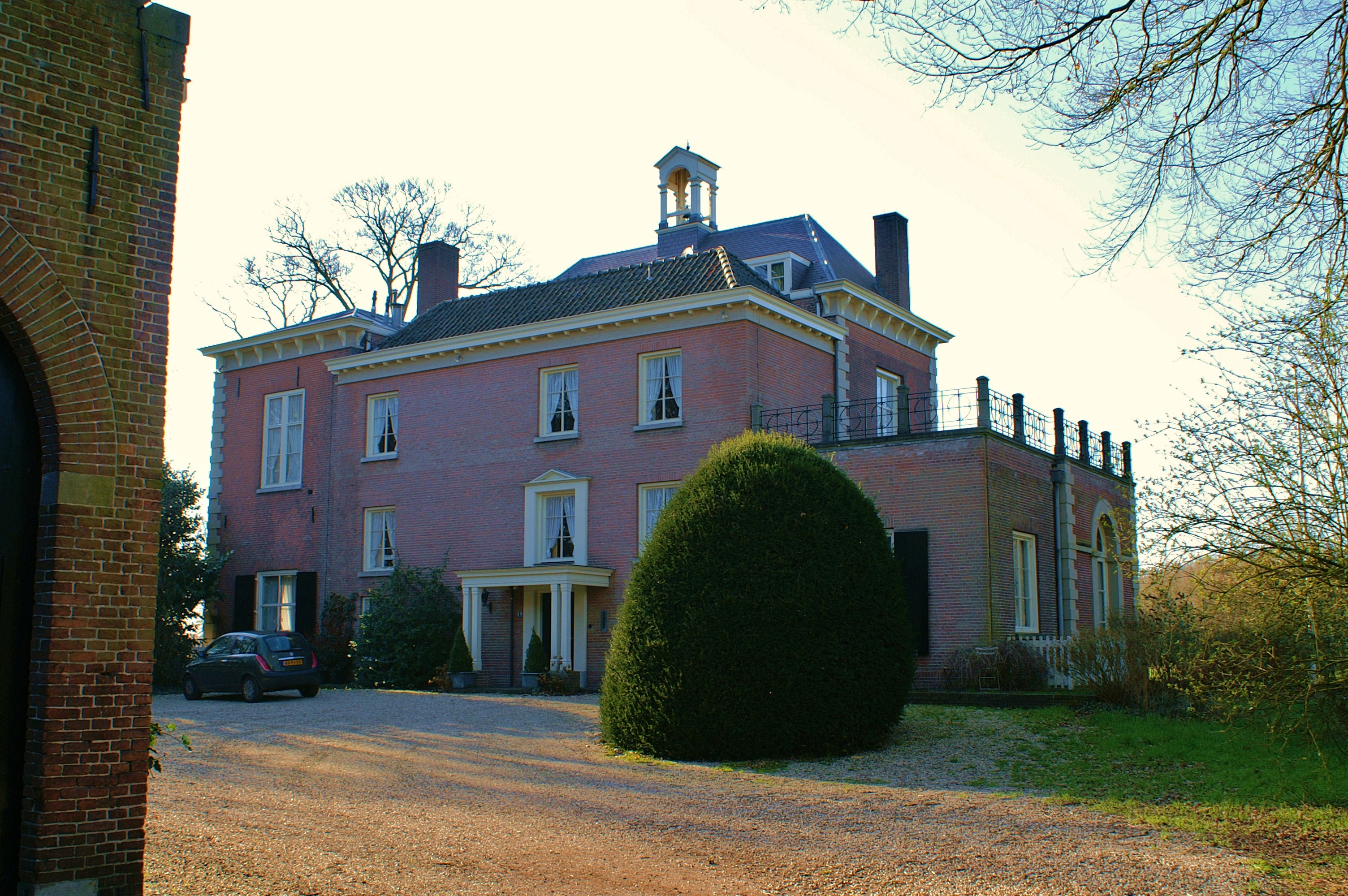
Wargashuyse

Wargashuyse is een landgoed ten zuidwesten van Vught. Het gebied omvat 45 ha maar wordt doorsneden door de drukke Rijksweg 65. Het gebied is eigendom van de Stichting Brabants Landschap.
Het landhuis, waarvan het oudste deel uit 1725 stamt maar dat in huidige vorm uit 1842 stamt, wordt verhuurd aan particulieren, zoals tegenwoordig Frank Houben. Het betreft een gemeentelijk monument. Het huis wordt omringd door een parkbos in Engelse landschapsstijl. Vanuit de villa lopen eiken- en beukenlanen in een stervorm. Voorts zijn er akkers en in het zuiden is er een grotendeels verland ven met gagel en broekbos. Planten die hier groeien zijn dalkruid en lelietje-van-dalen. Ten noorden van de snelweg ligt een grove dennenbos van 12 ha dat zich geleidelijk tot berken-eikenbos ontwikkelt en waarin ook enkele droge heideveldjes liggen. Dit deel is vrij toegankelijk.
Wargashuyse maakt deel uit van een reeks landgoederen nabij Vught. Ten zuiden ervan ligt Sparrendaal en naar het noorden toe vindt men de IJzeren Man en de Vughterheide.

## Geschiedenis
Wargashuyse is altijd nauw met Helvoirt verbonden geweest. Van een geslacht de Wargashuyse is al in 1300 sprake. Diverse telgen uit dit geslacht worden in documenten genoemd. In 1454 kwam het goed in bezit van de familie Van Campen.
In het midden van de 17e eeuw werd het kasteel verkocht aan Frans Adriaan van Grinsven, die in 1636 schout van Helvoirt was en Staatsgezind. Probleem was dat in de schepenbank van Helvoirt toentertijd alle de Scheepenen pausgezinde zijn, alsoo daer geen bequame stoffe van gereformeerde inwoonderen is. Frans Adriaan stierf in 1664 en het goed kwam aan zijn zoon Adriaan. Tot 1765 bleef het goed in de familie. Daarna kwam het in wisselende handen van hen die ook het Kasteel Zwijnsbergen bezaten. In 1820 kwam aan de band met Zwijnsbergen een einde en niet lang daarna werd het kasteel gesloopt op een bijgebouwtje na. Jonkheer Van Meeuwen liet in 1842 het huidige landhuis bouwen.